# Fuchswiese (Lichtenborn)
Fuchswiese ist ein Weiler des Ortsteils Stalbach der Ortsgemeinde Lichtenborn im Eifelkreis Bitburg-Prüm in Rheinland-Pfalz.

## Geographische Lage
Fuchswiese liegt zwischen 1,5 und 2,1 km nordöstlich von Lichtenborn auf einer Hochebene. Fuchswiese bildet ein Straßendorf und liegt beidseitig der Bundesstraße 410. Der Weiler ist von einigen landwirtschaftlichen Nutzflächen sowie Waldbestand im Westen und Süden umgeben. Nördlich der Ansiedlung fließt der Kelsbach, südlich der Steinbach.

## Geschichte
Zur genauen Entstehungsgeschichte des Weilers liegen keine Angaben vor. Es ist anzunehmen, dass die Ansiedlung aus einigen landwirtschaftlichen Anwesen hervorging, die sich zuerst hier an der B 410 angesiedelt haben. Noch heute ist der Weiler teilweise landwirtschaftlich geprägt.

## Kultur und Naherholung
Im Weiler befindet sich ein Wegekreuz. Zudem steht eine als Naturdenkmal ausgewiesene Rotbuche in Fuchswiese.
Aufgrund der Lage verlaufen keine Wanderwege durch den Weiler. Möglichkeiten zum Wandern gibt es ab Lichtenborn.
Siehe auch: Liste der Naturdenkmale in Lichtenborn

## Verkehr
Es existiert eine regelmäßige Busverbindung.
Fuchswiese ist durch die Bundesstraße 410 von Lichtenborn in Richtung Lünebach erschlossen.